# Ваксенс (Північно-Східна Фрисландія)
Ваксенс (нід. Waaxens) — село в нідерландській провінції Фрисландія. Входить до муніципалітету Північно-Східна Фрисландія.
Його площа становить 1,81 км², а населення станом на 2021 рік складало 40 осіб.

## Галерея

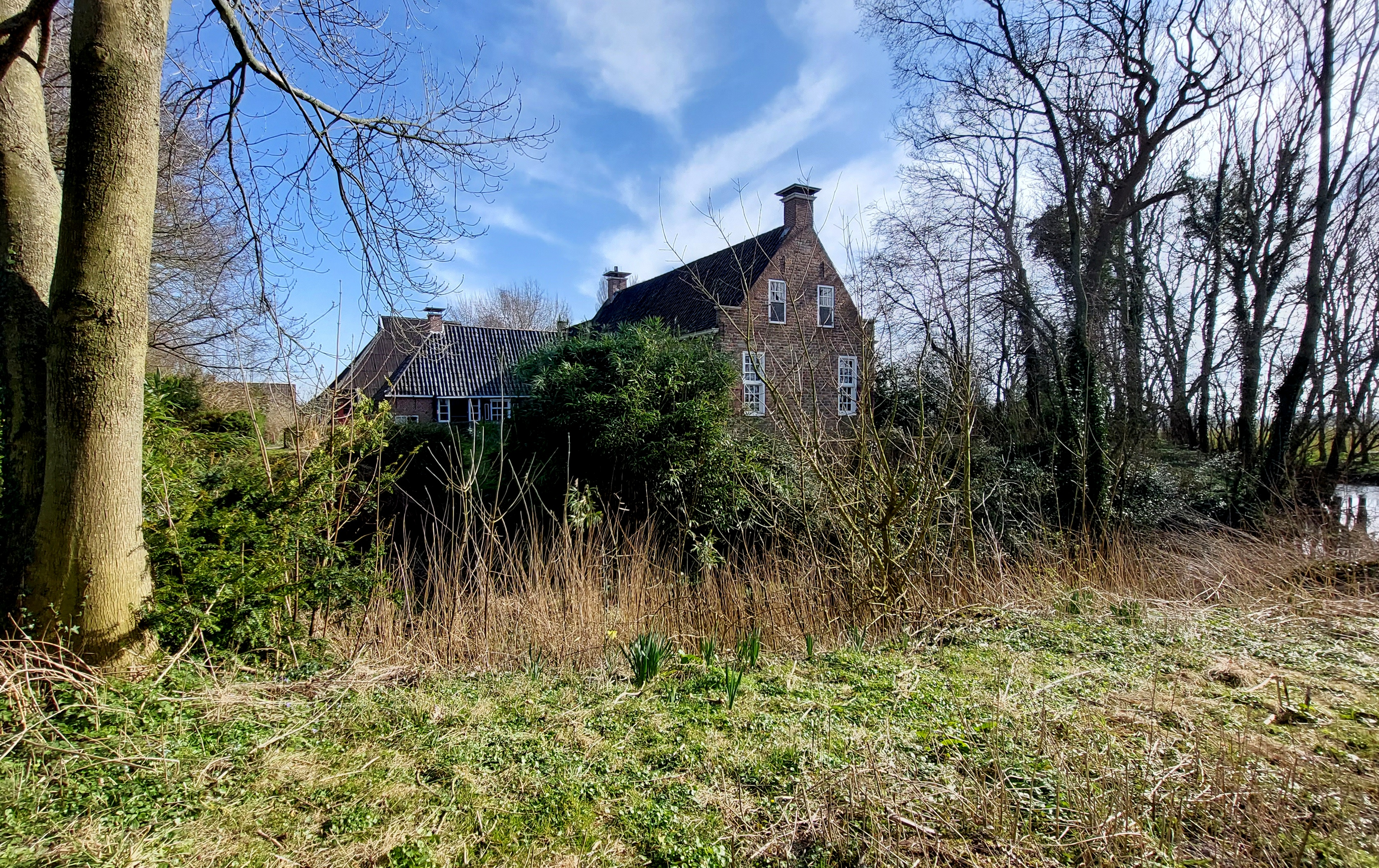
Ферма у Ваксенсі
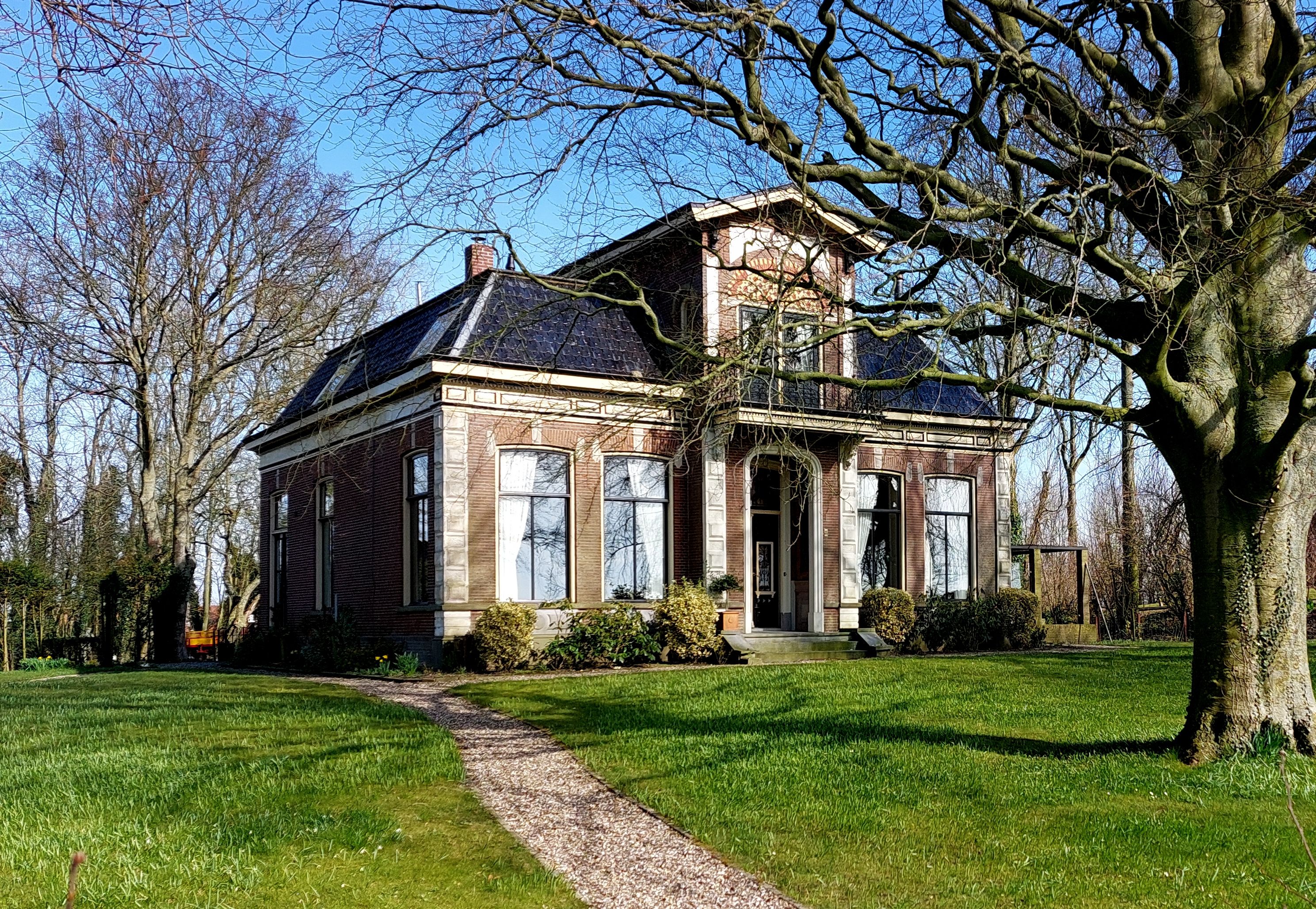
Будинок почту
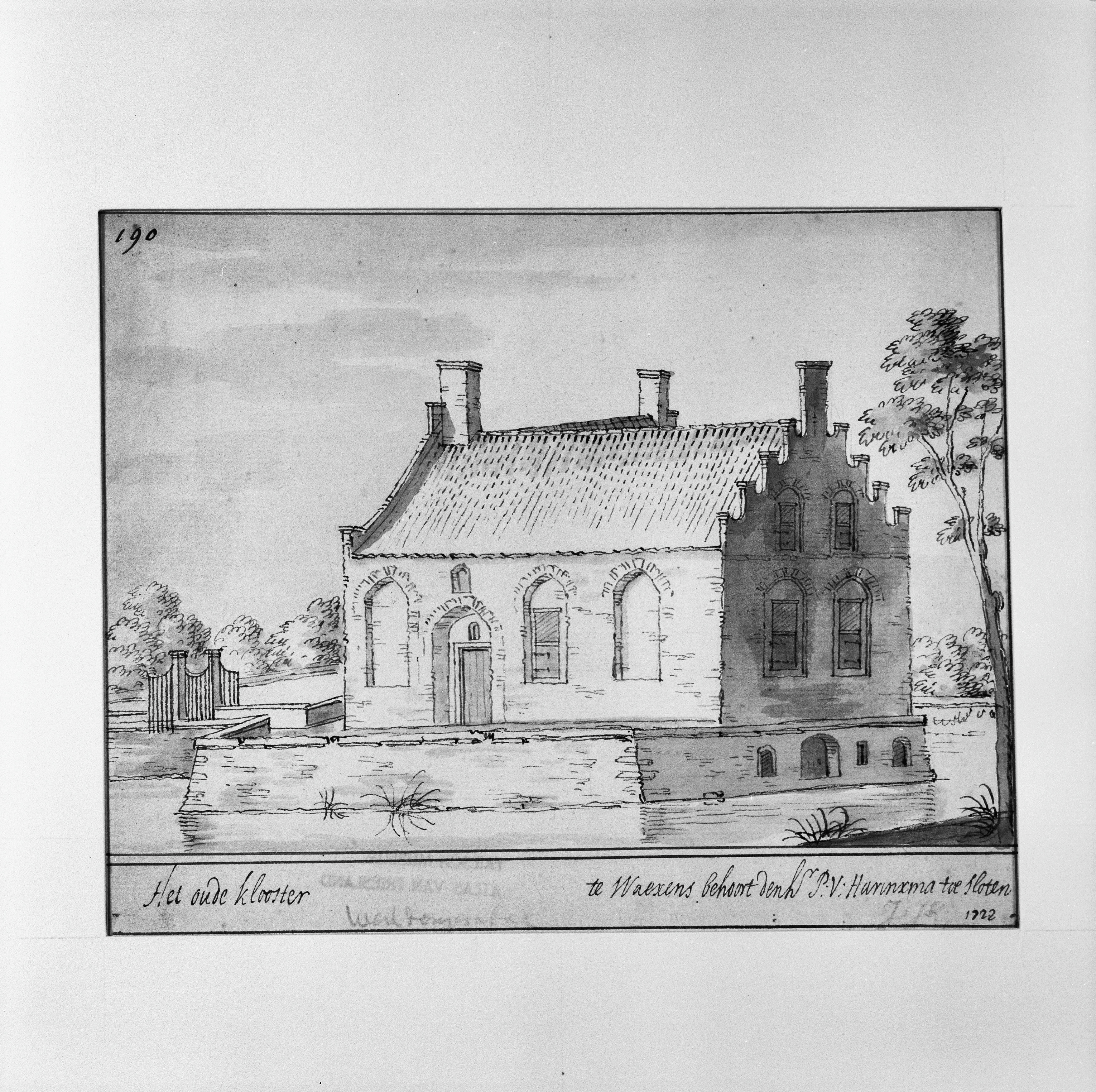
Малюнок манастиря (1722)
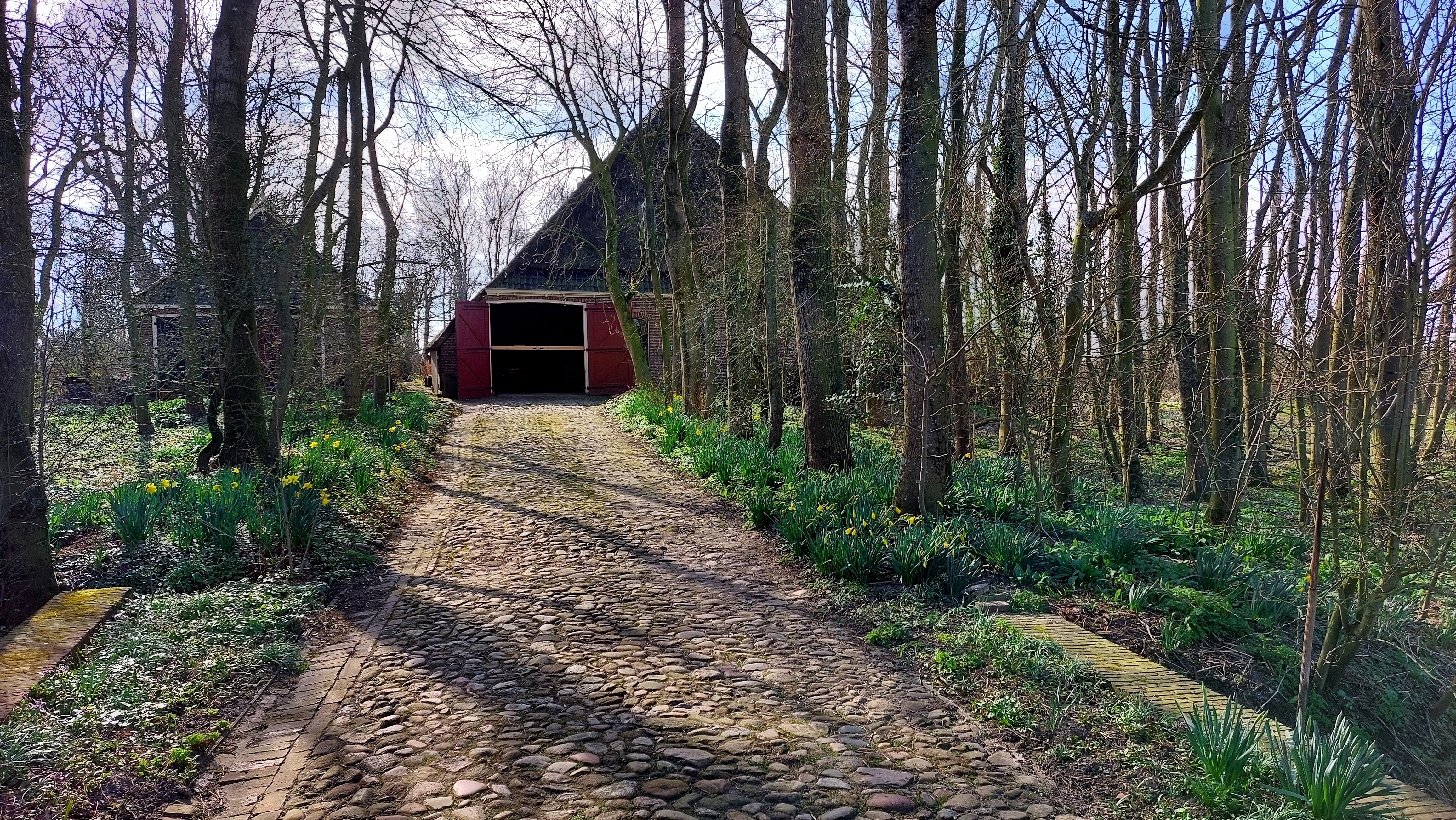
Ферма у Ваксенсі